# Scutellaria costaricana
Scutellaria costaricana là một loài thực vật có hoa trong họ Hoa môi. Loài này được H.Wendl. miêu tả khoa học đầu tiên năm 1863.

## Hình ảnh

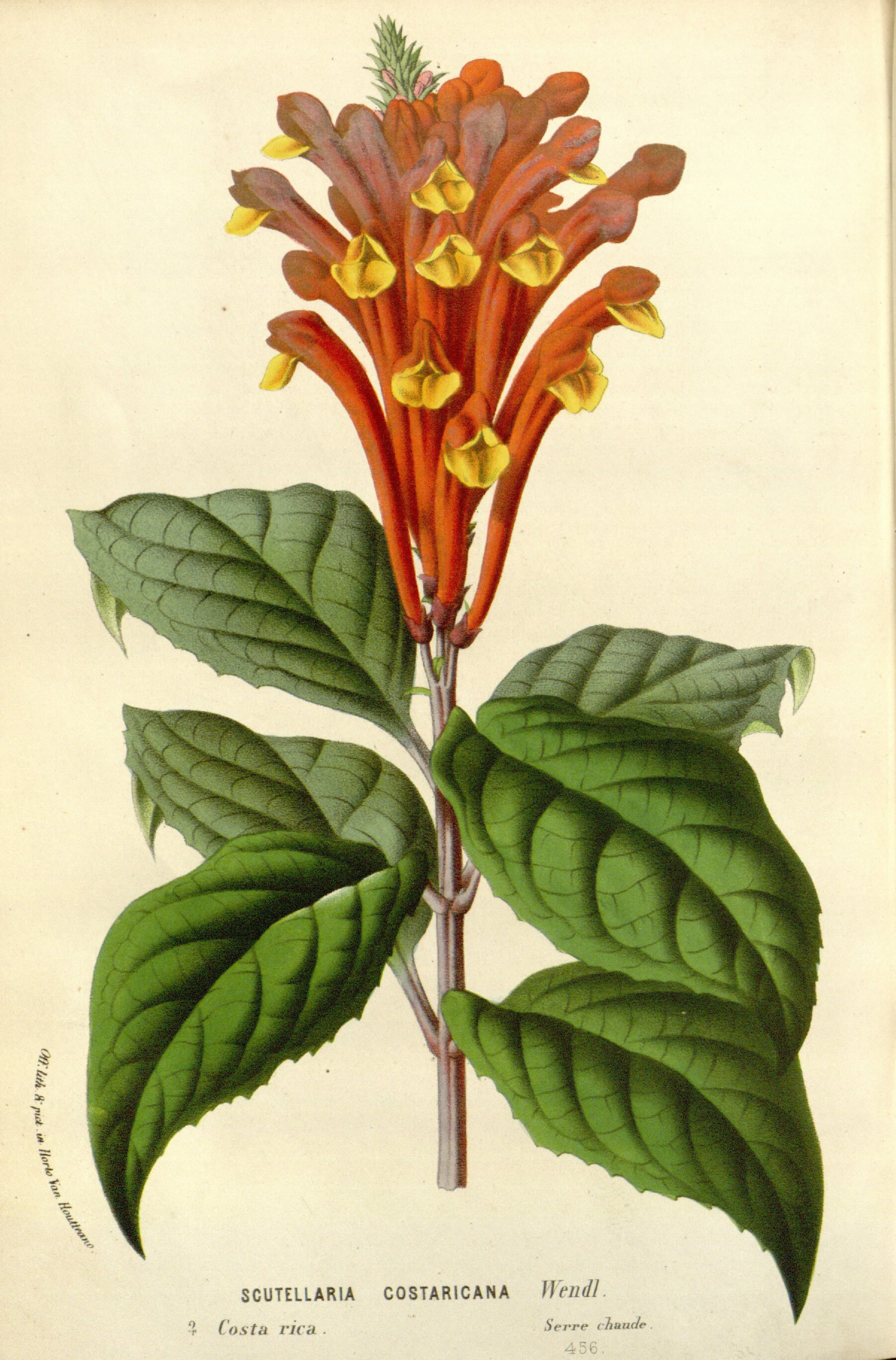
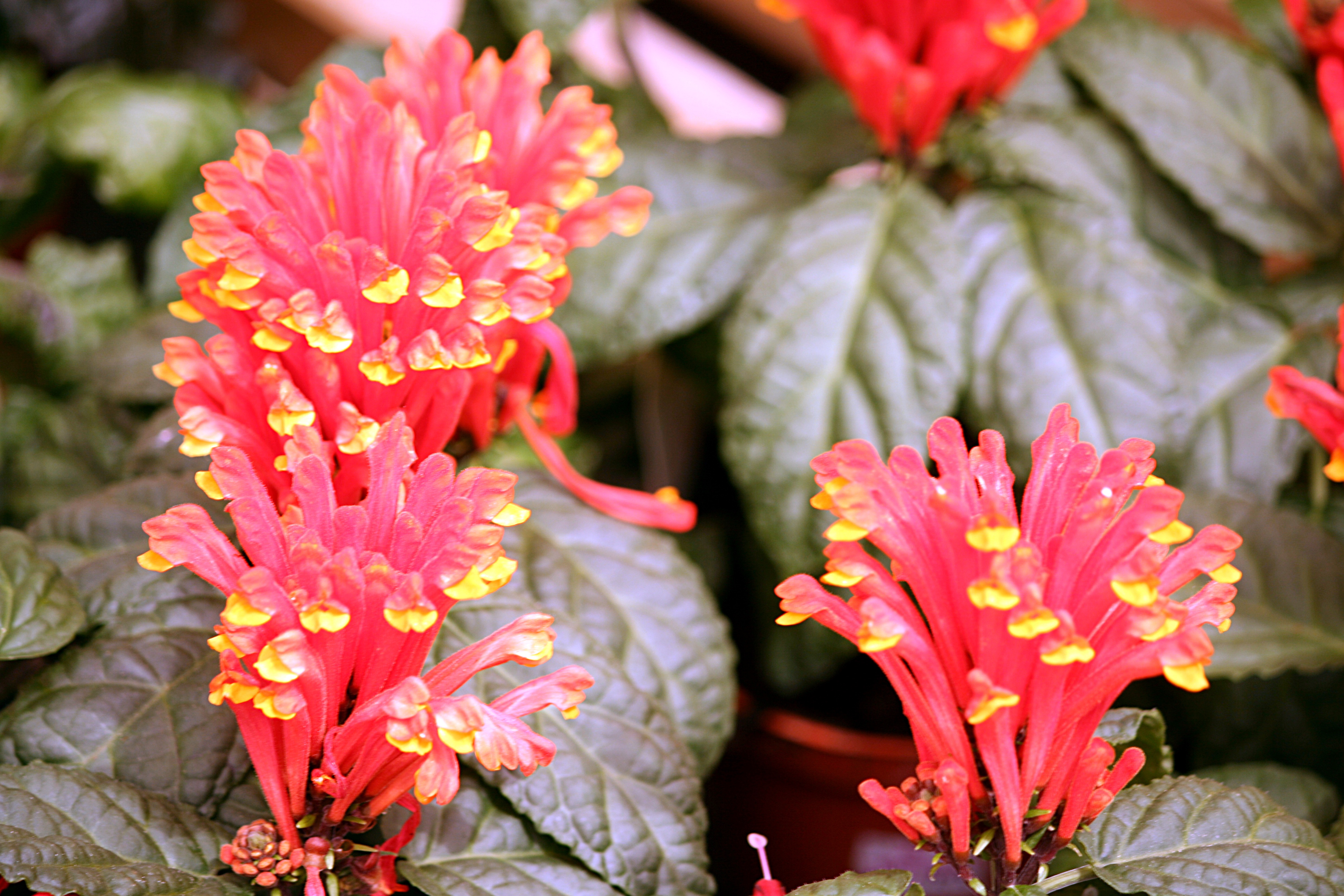
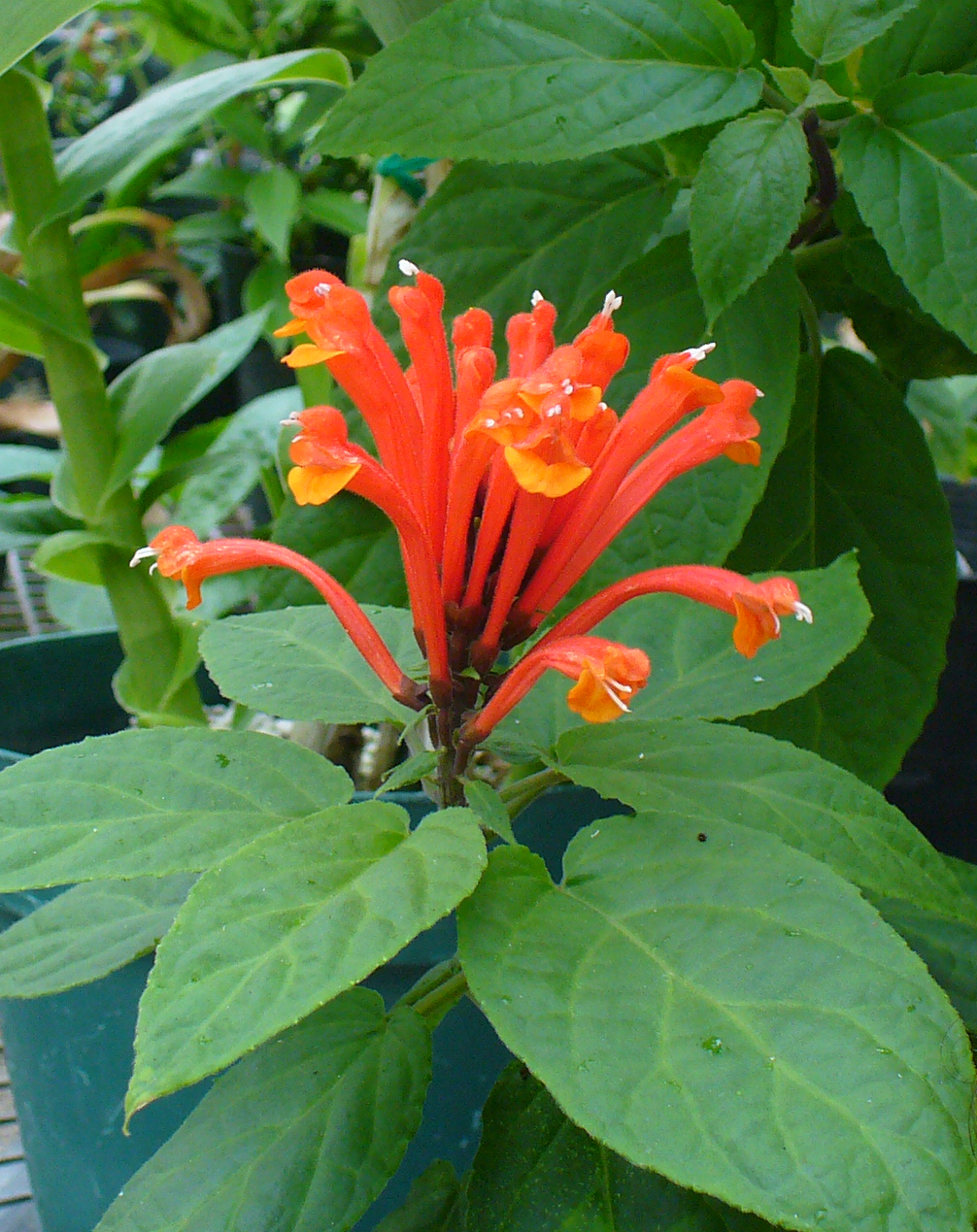
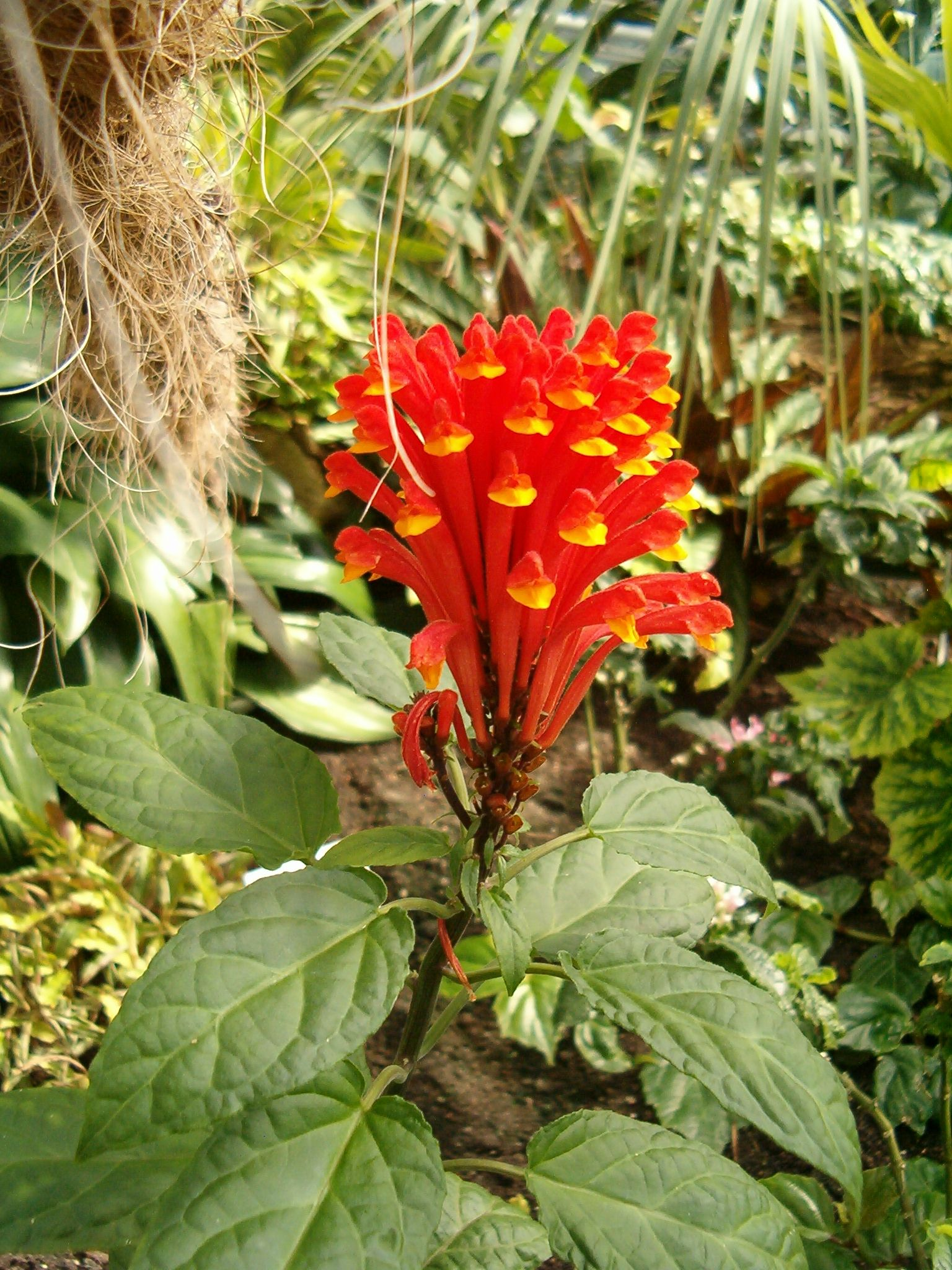